# DFSK
DFSK Motor, förkortning för Dongfeng Sokon Automobile (kinesiska: 东风小康; pinyin: Dongfeng Xiaokang), är en kinesisk fordonstillverkare. DFSK producerar personbilar, lastbilar och små minibussar under eget namn samt genom bilmärkena Xiaokang, Fengon/Dongfeng Fengguang och Glory.
DFSK bildades 2003 som ett samriskföretag mellan statliga Dongfeng och privata Sokon Group, sedermera Seres Group. 2019 blev Seres Group ensam ägare samtidigt som Dongfeng blev delägare i Seres.
DFSK lanserades på den svenska marknaden 2020, där företaget idag endast säljer eldrivna modeller. Ursprungligen såldes även biogasbilar som konverterats av det svenska företaget Konvegas.

## Bilmodeller i urval
- DFSK Seres 3
- DFSK Seres 5